# Chronologie des directeurs de la Mostra de Venise
Liste chronologique des directeurs de la Mostra de Venise :

## Directeurs
- 1932 - 1934 :  Luciano De Feo (organisateur technique)
- 1935 - 1942 : Ottavio Croze
- 1946 - 1948 : Elio Zorzi
- 1949 - 1953 : Antonio Petrucci
- 1954 - 1955 : Ottavio Croze
- 1956 - 1959 : Floris Luigi Ammannati
- 1960 : Emilio Lonero
- 1961 - 1962 : Domenico Meccoli
- 1963 - 1968 : Luigi Chiarini
- 1969 - 1970 : Ernesto Laura
- 1971 - 1972 : Gian Luigi Rondi
- 1973 : le festival est suspendu
- 1974 - 1976 : Giacomo Gambetti
- 1977 - 1982 : Carlo Lizzani
- 1983 - 1986 : Gian Luigi Rondi
- 1987 : Guglielmo Biraghi (curateur)
- 1988 - 1991 : Guglielmo Biraghi
- 1992 - 1996 : Gillo Pontecorvo
- 1997 - 1998 : Felice Laudadio
- 1999 - 2001 : Alberto Barbera
- 2002 - 2003 : Moritz de Hadeln
- 2004 - 2011 : Marco Müller
- Depuis 2012 : Alberto Barbera